# 視位置
視位置是觀察者在空間中所看到的位置。由於物理和幾何效果，它可能與「真實」或「幾何」位置不同。

## 天文學
在 天文學 中，對物體的「平均位置」、「視位置」 和「站心位置」進行了區分。

### 恆星的位置
恆星的平均位置（相對於觀察者採用的坐標系）可以根據它在任意曆元的值以及它隨時間的實際運動（稱為自行）來計算。「視位置」是理論觀察者在移動的地球中心看到的位置。多種效應會導致視位置與平均位置不同：
- 周年光行差：由地球圍繞太陽運動的速度相對於慣性參考系引起的偏轉。這與恆星與地球的距離無關。
- 周年視差：在年的過程中，當地球繞太陽公轉時，由於從不同地方觀察恆星而導致的位置明顯變化。與光行差不同，這種效應取決於恆星的距離，越近的恆星數值越大。
- 歲差（軸向進動）：地球自轉軸方向的長期（約26,000年）變化。
- 章動：地球自轉軸方向的短期變化。

《基本恆星的視位置》是一本天文年鑑（年刊），由德國海德堡的海德堡大學天文學計算研究所提前一年出版。它列出了大約1000顆基星每隔10天的視位置，除了以書本的形式出版，也在互聯網上以更廣泛的版本出版。

### 太陽系天體
行星或其它天體在太陽系中的視位置也受到光時校正的影響，這是由來自運動物體的光到達觀察者需要花費有限的時間引起的。簡單地說，觀察者看到的物體位置是在光線離開它時的位置。
理論上，也可以為更遠的天體（例如恆星）計算光時校正，但在實踐中它被忽略了。物體自光線離開后的運動是不需考量的，因為平均位置是它看起來所在位置的平均位置，而不是它曾經所在位置的平均位置。與行星不同，這些物體基本上似乎是沿直線移動的，因此對於正常使用，不需要複雜的計算來找到它們的平均位置。

### 站心位置
物體的「站心位置」是地球上實際觀察者所看到的位置，由於以下影響，它與視位置不同：
- 週日光行差：由於地球的自轉，觀察者圍繞地球中心運動的速度引起的偏轉。
- 周日視差：當觀察者的位置圍繞地軸旋轉時，由於從不同位置觀察物體而導致的視位置變化。
- 極移：地球旋轉軸相對於其表面的位置的微小變化。
- 大氣折射：來自物體的光穿過地球的大氣層引起的光偏轉。

## 外部連結
- Apparent Places of Fundamental Stars